# SuperVia
A SuperVia Trens Urbanos, ou simplesmente SuperVia, é uma empresa operadora de transporte ferroviário pertencente à Guarana Urban Mobility Incorporated (Gumi), sociedade formada pelos grupos japoneses Mitsui e West Japan Railway Company. É atualmente responsável pela operação e manutenção das sete linhas do sistema de Trens Urbanos do Rio de Janeiro, que totalizam 104 estações ativas e 270 km de malha ferroviária. Entre 2011 e 2016, foi responsável por operar o Teleférico do Alemão, que atualmente encontra-se desativado devido à falta de repasses do governo para a sua manutenção.

## Linhas

System Map

- Linha Deodoro
- Linha Santa Cruz
- Linha Japeri
- Linha Belford Roxo
- Linha Saracuruna

| Linha          | Terminal                                  | Extensão            | Estações |
| -------------- | ----------------------------------------- | ------------------- | -------- |
| Deodoro        | Central do Brasil ↔ Deodoro               | 23 km (14 mi)       | 19       |
| Santa Cruz     | Central do Brasil ↔ Santa Cruz            | 54,75 km (34,02 mi) | 21       |
| Japeri         | Central do Brasil ↔ Japeri                | 61,75 km (38,37 mi) | 17       |
| Paracambi      | Japeri ↔ Paracambi                        | 8,26 km (5,13 mi)   | 3        |
| Belford Roxo   | Central do Brasil ↔ Belford Roxo          | 27,7 km (17,2 mi)   | 19       |
| Saracuruna     | Central do Brasil ↔ Gramacho ↔ Saracuruna | 34,02 km (21,14 mi) | 20       |
| Vila Inhomirim | Saracuruna ↔ Vila Inhomirim               | 15,35 km (9,54 mi)  | 8        |
| Guapimirim     | Saracuruna ↔ Guapimirim                   | 17,3 km (10,7 mi)   | 19       |

### Serviços especiais
| Linha        | Terminal                         | Tipo     | Estações |
| ------------ | -------------------------------- | -------- | -------- |
| Bangu        | Central do Brasil ↔ Bangu        | Expresso | 8        |
| Campo Grande | Central do Brasil ↔ Campo Grande | Expresso | 12       |
| Gramacho     | Central do Brasil ↔ Gramacho     | Expresso | 5        |

### Projetos
| Linha    | Terminal                | Extensão       | Estações | Inauguração |
| -------- | ----------------------- | -------------- | -------- | ----------- |
| Itaguaí  | Santa Cruz ↔ Itaguaí    | 10 km (6,2 mi) | 5        | Indefinido  |
| Barrinha | Japeri ↔ Barra do Piraí | 46 km (29 mi)  | 11       | Indefinido  |

## História

### Antecedentes
Na década de 1990, a malha ferroviária do Rio de Janeiro havia entrado em profunda decadência como resultado do desinvestimento estatal, a partir daquele período. Em 22 de dezembro de 1994, a CBTU, que administrava os trens suburbanos do Rio de Janeiro desde 1984 por meio da Superintendência de Trens Urbanos do Rio de Janeiro (STU/RJ), transferiu a operação para a Companhia Fluminense de Trens Urbanos (Flumitrens), criada pelo governo estadual para assumir o controle das linhas que haviam sido elaboradas desde o final do século XIX pelas extintas estradas de ferro Central do Brasil (linhas Deodoro, Santa Cruz e Japeri/Paracambi), Rio d'Ouro (Linha Belford Roxo) e Leopoldina (linhas Gramacho, Vila Inhomirim, Guapimirim e Niterói).
Nos quatro anos de gestão estadual, o sistema recebeu investimentos da ordem de 300 milhões para a sua operação. No entanto, a crise e a falta de manutenção continuaram, e os problemas das gestões anteriores se agravaram a ponto de afetar a segurança das operações (acidentes), a pontualidade e a confiabilidade das viagens (constantes avarias e diminuição do material rodante, tendo apenas 78 das 244 composições em funcionamento em 1998), a segurança e limpeza das estações e composições, e facilitou práticas dos próprios usuários do sistema, como vandalismo, surfe ferroviário e calotes. Isto resultou na queda constante e brutal do número de passageiros, que após um pico de 1,1 milhão transportados por dia em 1984, chegou a apenas 350 mil em 1998, ano da sua privatização.

### Concessão e investimentos
Em 1998, após privatizar a operação da sua rede metroviária e uma série de outras empresas públicas, o governo estadual fez a concessão de 7 das 9 linhas da sua rede ferroviária (ficando de fora as linhas de Niterói e Guapimirim, que continuaram sob controle da Flumitrens, e a partir de 2001, da Central) para a iniciativa privada por um prazo de 25 anos, renováveis por mais 25 anos, mantendo apenas os investimentos e subsídios necessários para o seu funcionamento. Quatro grupos deram as garantias financeiras necessárias a Câmara de Liquidação de Custódia (CLC) e participaram do leilão realizado em 15 de julho na Bolsa de Valores do Rio de Janeiro, sendo eles:
- Consórcio Bolsa 2000 (Banco Prosper, Banco Pactual, RENFE e CAF);
- Consórcio Canari (Grupo MPE e Transurb Technirail);
- Consórcio Rio Express (Grupo Andrade Gutierrez, Grupo JCA e RATP);
- Consórcio Tem-Trans (Azienda Trasporti Milanesi e Breda)

O Consórcio Bolsa 2000 levou a concessão do sistema pagando um valor de R$ 279.657.039,28, ágio de 671,42% sobre o lance mínimo, que era de R$ 36,252.000,00, e o excedente foi reinvestido no próprio sistema pelo governo estadual. Em 1.º de novembro de 1998, o governador Marcello Alencar assinou o termo de posse que transferia as linhas Deodoro, Santa Cruz, Japeri (e sua extensão até Paracambi), Belford Roxo e Gramacho (e sua extensão até Vila Inhomirim) da Flumitrens para a SuperVia Trens Urbanos, que assumiu as operações do sistema a partir do dia seguinte. O contrato de concessão previa metas que a SuperVia deveria cumprir em um prazo de 4 anos, que eram:
- Diminuição do intervalo de trens: Deodoro (5 minutos), Santa Cruz (15 minutos), Japeri (10 minutos), Belford Roxo (8 minutos) e Gramacho (6 minutos);
- Modernização das estações Benjamin do Monte, Bonsucesso, Del Castilho, Dom Pedro II, Engenho Novo, Gramacho, Méier, Penha, Ramos, Santa Cruz e Triagem, e reconstrução da Estação São Cristóvão;
- Modernização do sistema de eletrificação das linhas;
- Instalação de bilhetagem eletrônica em todas as estações;
- Instalação de ar condicionado em todas as composições;
- Reconstrução de muros de proteção das vias férreas nas faixas de domínio;
- Recuperação de 139 dos 244 trens do sistema;

Em uma década de operação, a concessionária também fez investimentos da ordem de 545 milhões de reais com recursos do Programa Estadual de Transportes e financiamentos do Banco Mundial, que foram investidos na reconstrução de diversas estações, limpeza, conservação, segurança e manutenção das vias, equipamentos e estações, modernização e ampliação do material rodante para 150 trens, eletrificação e substituição das bitolas (métrica para larga) da Linha Gramacho até Saracuruna, e a compra de 20 novos trens Série 2005.
As melhorias levaram a um aumento no número de passageiros transportados, que saltou de 145 mil para 510 mil por dia em 2009, e a pontualidade da viagens saiu de 30% para 90%. Apesar disso, falhas operacionais continuaram a ocorrer, levando a superlotação e reclamações dos usuários, e em outra escala, a tumultos e depredações como as que ocorreram em outubro de 2009 em várias estações, após uma série de panes nas linhas do sistema.

### Venda para a Odebrecht, expansão e instabilidade
Em 12 de novembro de 2010, a Odebrecht (atual Novonor) adquiriu 61% do controle acionário da SuperVia por meio da sua subsidiária Odebrecht TransPort, deixando os outros quatro fundos de investimento que controlavam a empresa por meio da Rio Trens Participações com 39% das ações. Após a compra, em 30 de novembro, o governo estadual renovou antecipadamente a concessão do sistema, prevista para 2023, com as garantias de que a SuperVia deveria investir 1,2 bilhão de reais em melhorias para atender a demanda de passageiros esperada com a Copa do Mundo FIFA de 2014 e os Jogos Olímpicos de Verão de 2016.
Os novos acionistas assumiram o controle da SuperVia em 22 de dezembro, quando o engenheiro da Odebrecht, Carlos José da Cunha, tomou posse como presidente da empresa. Os aportes financeiros da empresa e do governo estadual, que juntos somaram 2,1 bilhões de reais deram novo fôlego ao sistema de trens, com a reforma e ampliação de estações, e a compra de 120 novos trens para reforçar a operação das linhas. Na mesma época, em 29 de maio de 2011, a SuperVia também assumiu a operação da Linha Guapimirim, única que ainda estava sob controle do governo estadual, e também ampliou a sua oferta de serviços, com a operação do Teleférico do Alemão, inaugurado em 7 de julho, e integrado com o sistema de trens a partir da Estação Bonsucesso, que foi completamente reformada. A operação foi instituída em contrato provisório com o governo estadual, até a elaboração de uma licitação para um operador definitivo. A SuperVia deixou a operação do Teleférico do Alemão em 7 de março de 2016, sendo substituída pelo Consórcio Rio Teleféricos.
Nos anos de 2013, 2014 e 2015, a SuperVia foi eleita como a "Melhor Operadora Ferroviária de Passageiros" pela Revista Ferroviária, e em agosto de 2016, como consequência do aumento de passageiros por conta das Olimpíadas, atingiu seu pico operacional, com 730 mil usuários. Em contrapartida, em 2017, 30% do material rodante contava com mais de 30 anos de operação e não havia passado por renovações, e ainda eram comuns falhas operacionais que se agravaram com o crescimento progressivo dos problemas de segurança pública do Rio de Janeiro, que levaram a incontáveis episódios de furtos de cabos e fiações de sinalização, a atuação de traficantes, milicianos e usuários de drogas, que passaram a controlar as estações de trem próximas a favelas e comunidades mais afastadas da região central da cidade do Rio de Janeiro, além da invasão da faixa de domínio da ferrovia por construções irregulares e descarte irregular de lixo. Todo esse cenário levou a uma nova situação de decadência da rede ferroviária a partir da segunda metade da década de 2010, inviabilizando as operações do sistema por diversas vezes e gerando enormes prejuízos para a concessionária. Em 2018, após uma ação civil pública, o Tribunal de Justiça do Estado do Rio de Janeiro multou a SuperVia em 50 mil reais diários pela precariedade dos serviços prestados, além de 150 mil reais por danos patrimoniais e morais, individuais e coletivos causados aos consumidores.

### Venda para a Mitsui, recuperação judicial e CPI dos Trens
Em março de 2018, afetada por escândalos de corrupção que vieram à tona com as investigações da Operação Lava Jato, a Odebrecht começou a se desfazer dos seus ativos, entre eles a sua participação acionária na SuperVia. Após um ano de negociações com diversos grupos interessados, o grupo japonês Mitsui adquiriu 88,67% das ações, através da sua subsidiária, Guarana Urban Mobility Incorporated (Gumi), por um valor estimado em 800 milhões de reais, enquanto a antiga Odebrecht TransPort manteve 11,33% das ações, de um total de 72,8% que possuía antes da venda. A compra foi fechada em 28 de fevereiro de 2019, e o CADE aprovou a transação em 6 de março. Os serviços passaram ao comando da empresa em maio do mesmo ano.
Em 2020, além dos problemas operacionais e da crise financeira, a SuperVia sofreu mais um duro golpe com a queda no número de passageiros em decorrência da pandemia de COVID-19. Como medidas de contenção de gastos, a empresa tirou de circulação 30 composições, o equivalente a 17% da frota operacional, suprimiu a Linha Deodoro, transformando a Linha Santa Cruz numa linha paradora (o que causou uma onda de reclamações dos usuários), e demitiu diversos funcionários. As medidas não foram suficientes para reverter o saldo negativo nas contas da empresa, que acabou entrando com um pedido de recuperação judicial em 7 de junho de 2021, alegando perdas de 474 milhões de reais desde o início da pandemia, e um passivo de 1,2 bilhões em dívidas, que tinham como principais credores a Light e o BNDES.
Em 24 de fevereiro de 2022, a Assembleia Legislativa do Rio de Janeiro instaurou uma comissão parlamentar de inquérito para apurar as precariedades no sistema de trens urbanos. Durante o processo, em 5 de abril, a SuperVia foi multada pela Agetransp (agência reguladora responsável pela fiscalização das concessões estaduais) em 2,2 milhões, por descumprimento das cláusulas firmadas na renovação contratual de 2010, que previam investimentos em infraestrutura nas linhas do sistema. Em um relatório preliminar apresentado em 5 de setembro pelo relator da CPI, deputado Waldeck Carneiro (PSB), foi apontado um estado de "pré-colapso" do sistema, levando em conta todos os problemas supracitados, e culpando também o governo estadual por privilegiar o reequilíbrio financeiro da SuperVia em detrimento da prestação do serviço.
O relatório final, aprovado pelo plenário da ALERJ em 30 de novembro, recomendou à SuperVia, entre outros pontos, o retorno dos serviços trens expressos interrompidos durante a pandemia; a redução da superlotação e do intervalo de espera das composições, e a adequação dos desníveis entre os trens e as plataformas do sistema. Ao governo estadual, foi exigida a reestatização do sistema, além de pontos como abertura de concurso público para preenchimento de cargos técnicos na Agetransp; redução da tarifa da passagem; recriação do Batalhão de Policiamento Ferroviário, e o investimento na qualificação e modernização do sistema com os recursos da privatização da Cedae.

### Devolução da concessão
Em 11 de abril de 2023, representantes da SuperVia se reuniram com o governador Cláudio Castro e o secretário de transportes, Washington Reis, para discutir um novo acordo para os problemas do sistema de trens urbanos, e foram dadas como opções para a empresa injetar "vultuosos recursos financeiros" no sistema ou transferir a operação para outra companhia. Dias depois, em 26 de abril, Masato Kaneko, presidente da Gumi, controladora da SuperVia, enviou ofício à Secretaria Estadual de Transportes comunicando que a empresa iria devolver a concessão do sistema, alegando "que não há possibilidade de assumir obrigações adicionais de suporte financeiro" como solicitado pelo governo, dando como motivos a crise financeira, perda de receita com a pandemia, prejuízo com o furto de metais e cabos e o congelamento da tarifa contratual.
Uma nova reunião entre a SuperVia e o governo estadual foi realizada no dia seguinte, terminando sem acordo. Após o encontro, o governador Cláudio Castro afirmou em suas redes sociais, que, em 2022, haviam sido feitos aportes de 400 milhões na empresa, sem que houvesse uma melhora significativa na operação dos serviços prestados, mas avaliou que o problema estava na maneira como o modelo de concessão havia sido instituído. O governador também argumentou que será realizado um novo modelo de concessão para o sistema, e que o estado iria garantir o funcionamento dos trens até que uma nova empresa fosse escolhida. Com a não assinatura do termo aditivo que renovaria o contrato, a previsão é de que a concessão se encerre em julho do mesmo ano, como base numa das cláusulas do contrato. A justiça barrou a suspensão da concessão e um novo aditivo foi feito, prorrogando a concessão até outubro de 2048.

## Controvérsias

### Agressão a passageiros
Entre os dias 13 e 16 de abril de 2009, uma greve de maquinistas da SuperVia causou a superlotação do sistema, devido ao número reduzido de composições em operação, em favor de melhores condições de segurança para os funcionários e passageiros. De acordo com o Sindicato dos Trabalhadores em Empresas Ferroviárias da Central do Brasil, 85% da categoria aderiu ao movimento, mas segundo a SuperVia, a adesão foi de 30% dos cerca de 320 maquinistas.
Durante o movimento, em 15 de abril, três agentes de segurança da SuperVia foram flagrados agredindo passageiros de um trem superlotado na Estação Madureira com socos e chicotadas para que entrassem na composição e não impedissem o fechamento das portas. De acordo com reportagem da Rede Globo, houve denúncias de que os funcionários usavam de força e truculência com frequência, inclusive utilizando barras de ferro como arma. A SuperVia informou que os agentes são treinados para garantir que as portas se fechem sem o uso da força física, afirmando que os passageiros que impedem o fechamento das portas estão cometendo o crime de colocar a vida dos outros em risco e também de dano ao patrimônio.
Após o incidente, três agentes foram demitidos e indiciados por lesão corporal e constrangimento. Um ano depois, em 23 de março de 2010, a Agetransp aplicou multa de 0,05% do faturamento da empresa em 2008 (o equivalente a 150 mil reais) como punição pelas agressões.

### Repasses na operação do Teleférico do Alemão
Em 2016, com o fim do contrato firmado entre a SuperVia e o governo estadual para a operação do Teleférico do Alemão, uma investigação do Tribunal de Contas do Estado do Rio de Janeiro afirmou que a empresa nunca havia feito os repasses de dinheiro arrecado nas bilheterias ao estado, que eram orçados em cerca de 6,8 milhões de reais entre os anos de 2011 e 2014, período analisado pela auditoria do TCE-RJ. O repasse era previsto em uma cláusula contratual entre as partes, que também previa subsídios de 3,3 milhões por mês pelo governo do estado, num total de mais de 180 milhões que foram feitos durante os 60 meses de contrato.
O contrato também previa a cobrança pela SuperVia, de uma taxa de 10% sobre os valores dos custos, despesas e investimentos autorizados pelo governo, o que foi considerado um duplo pagamento pelo serviço, chegando a 11 milhões de reais no período analisado. O Ministério Público, que investigou o acordo, considerou a cobrança ilegal com base na Lei Federal 8.987/95, que determina que a concessionária só pode ser remunerada pela exploração do serviço prestado.

### Corrupção
Em 22 de março de 2016, com a deflagração da Operação Xepa, correspondente à 26.ª fase da Operação Lava Jato, o então presidente da SuperVia, Carlos José da Cunha, foi alvo de mandados de busca e apreensão e condução coercitiva pela Polícia Federal, após seu nome ser encontrado em documentos do Departamento de Operações Estruturadas da Odebrecht, conhecido como o "departamento da propina". Cunha teria solicitado pagamentos de 100 mil reais em novembro de 2014 e de 300 mil em dezembro do mesmo ano, a um beneficiário de codinome "Plataforma".
Em 2017, os executivos Benedicto Barbosa da Silva Júnior, Paulo Henyan Yue Cesena e Carlos José da Cunha revelaram em um acordo de delação premiada que a SuperVia pagou propina a Light S/A para reduzir parte de uma dívida de 169 milhões de reais que a empresa tinha com a companhia elétrica. O acordo teria sido selado em 2011, entre Cunha, o empresário Ramiro Ribeiro, representante comercial de empresas portuguesas no Brasil, e Ziza Valadares, diretor da Light entre 2012 e 2015, e havia recebido o codinome "Luminosidade" nas planilhas da Odebrecht.
O acordo permitiu um desconto de 9 milhões nas dívidas que a SuperVia possuía com a companhia, e o seu parcelamento até 2022. Três anos depois, vendo que a Light estava com problemas de caixa, os executivos da Odebrecht agiram para conseguir uma antecipação nos pagamentos das parcelas com desconto, em operação que fez a dívida cair de 102 milhões para 65 milhões. Foi organizado um encontro entre os três envolvidos em um bar do Leblon, na capital fluminense, onde ficou acertado o pagamento em parcelas, de 2 milhões de reais de propina para Valadares, segundo os delatores. Eles também afirmaram que em um outro episódio, a SuperVia fez pagamentos parcelados de 600 mil de propina aos diretores da Agetransp, Arthur Bastos e César Mastrangem, para financiar a campanha de Luiz Fernando Pezão ao governo do estado em 2014. Em troca, em 2016, o governo estadual assumiu uma dívida de 38,9 milhões que a SuperVia possuía com a Light, graças a uma lei sancionada em 15 de dezembro de 2015.
Em relação as acusações, a SuperVia informou que as dívidas existentes entre ela e a Light, relativas a 2016, são fruto de reajustes da tarifa de energia por índices muito acima da inflação ocorridos nos últimos anos. A Light, por sua vez, informou que realizou uma análise interna em todos os seus contratos e não constatou qualquer irregularidade. Os conselheiros Cesar Mastrangelo e Arthur Bastos, da Agetransp, negaram "a realização de qualquer pedido de recurso em nome de partido político ou para qualquer finalidade", e em nota, a agência disse "que não houve pedido de abertura de inquérito para apurar qualquer fato relacionado aos conselheiros citados. A petição 6.747, referente ao vídeo mencionado, não trata dos conselheiros da Agetransp" e que o atual conselho diretor da agência reguladora "tem atuado com total rigor na fiscalização dos sistemas de transportes regulados".

## Na cultura popular
- O filme Central do Brasil, de Walter Salles (1998) foi gravado na estação do mesmo nome da SuperVia